# Grahovói járás
A Grahovói járás (udmurtul Грах ёрос [Grah jorosz], oroszul Граховский район [Grahovszkij rajon]) Oroszország egyik járása Udmurtföldön. Székhelye Grahovo.

## Földrajz

A Grahovói járás térképe

A köztársaság délnyugati részén található. Északról a Mozsgai, keletről az Alnasi járással, délről Tatárfölddel, nyugatról a Kiznyeri járással határos. Területe 970,58 km². Fő folyója az Umjak.

## Népesség

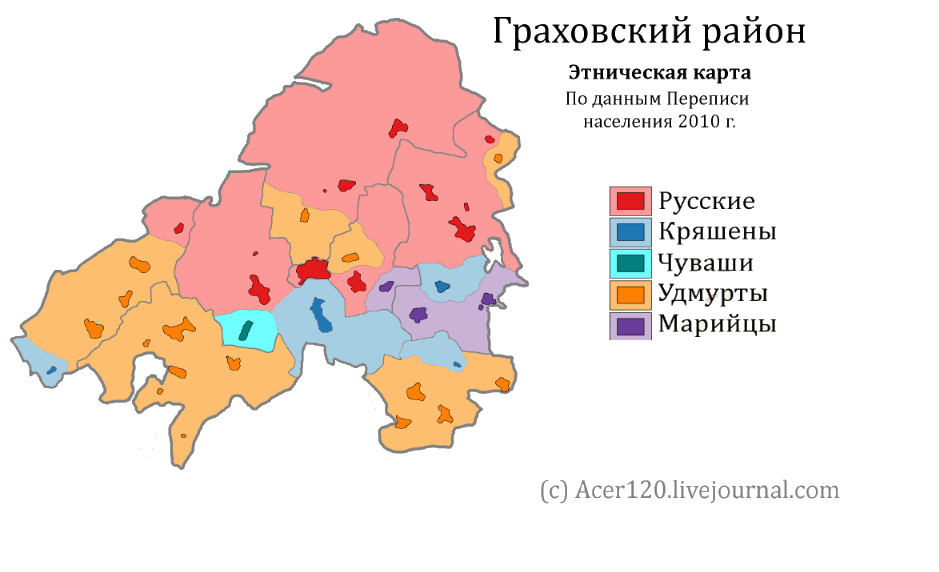
Etnikai térkép

- 2002-ben 10 879 lakosa volt, melynek 42,3%-a orosz, 36,6%-a udmurt, 10,9%-a mari, 6,1%-a tatár, 3,3%-a csuvas.
- 2010-ben 9 354 lakosa volt, melyből 4 056 fő orosz, 3 340 udmurt, 960 mari, 453 tatár, 247 csuvas stb.